# エイミー・ターナー
エイミー・ターナー（Amy Turner、1984年3月25日 - ）は、オーストラリアの女子ラグビー選手でラグビーリーグの選手でもある。

## プロフィール
- ニュージーランド・トコロア出身[2]。
- ポジションはウィング(WTB)。
- 身長 165cm、体重 62kg

## 略歴
2016年、リオ五輪の7人制女子オーストラリア代表に選ばれて金メダルを獲得。